# Radoszkowice (stacja kolejowa)
Radoszkowice (biał. Радашковічы, ros. Радошковичи) – stacja kolejowa w miejscowości Pietryszki, w rejonie mińskim, w obwodzie mińskim, na Białorusi. Nazwa pochodzi od znajdującego się nieopodal miasta Radoszkowice.

## Historia
Stacja Petryszki została otwarta w XIX w. na drodze żelaznej libawsko-romeńskiej, pomiędzy stacją Olechnowicze i przystankiem Zasław. Jeszcze w XIX w. stacja zmieniła nazwę na obecną.
W latach międzywojennych była ona sowiecką stacją graniczną na granicy z Polską. Stacją graniczną po stronie polskiej były Olechnowicze. Mimo iż miasto Radoszkowice leżało w Polsce stacja nie zmieniła nazwy. Podróżnych wjeżdżających od strony Polski witała brama z napisem w języku polskim Powitanie robotnikom zachodu.